# Řídeč
Řídeč (en allemand : Rietsch) est une commune du district et de la région d'Olomouc, en République tchèque. Sa population s'élevait à 197 habitants en 2023.

## Géographie
Řídeč se trouve à 5 km au nord-ouest de Šternberk, à 19 km au nord d'Olomouc, à 79 km au nord-est de Brno et à 206 km à l'est-sud-est de Prague.
La commune est limitée par Paseka au nord-ouest, par Šternberk au nord-est, à l'est et au sud, et par Mladějovice et Komárov à l'ouest.

## Histoire
La première mention écrite de la localité date de 1295.

## Transports
Par la route, Řídeč se trouve à 5,8 km de Šternberk, à 24 km d'Olomouc et à 240 km de Prague.